# 希瑟·瓦德
希瑟·瓦德（Heather Ward，1938年—），婚後名希瑟·瓦德·尼爾森（Heather Ward Nielsen），是一名前英格蘭羽球運動員。她在1950年代中期到1970年代中期的20年間贏得了多項國際比賽冠軍。
憑藉優雅和運動能力，希瑟·瓦德在1958年與美國人瑪格麗特·華納一起贏得全英羽球錦標賽女子雙打冠軍。第二年，希瑟·瓦德在全英女子單打決賽中擊敗茱蒂·德夫林（婚後姓哈希曼）。在1960年代，她的羽球生涯受到各種因素的阻礙，包括運動傷害、婚姻和母親以及在南非的居住。然而，在1970年，她回到了全英並打入女子單打決賽，然後輸給日本的竹中悅子。她繼續參加羽球比賽，並在1975年打到全英女子單打四分之一決賽。